# Kololeč
Kololeč en serbe latin et Kolloleç en albanais (en serbe cyrillique : Кололеч) est une localité du Kosovo située dans la commune/municipalité de Kamenicë/Kosovska Kamenica, district de Gjilan/Gnjilane (Kosovo) ou district de Kosovo-Pomoravlje (Serbie). Selon le recensement kosovar de 2011, elle compte 181 habitants.
Le village est également connu sous le nom albanais de Kolloleq.

## Démographie

### Évolution historique de la population dans la localité
| 1948 | 1953 | 1961 | 1971 | 1981 | 1991 | 2011 |
| ---- | ---- | ---- | ---- | ---- | ---- | ---- |
| 563  | 591  | 531  | 487  | 414  | 356  | 181  |

|  |

### Répartition de la population par nationalités (2011)
En 2011, les Serbes représentaient 97,24 % de la population.